# Titus Aurelius Fulvus (consul en 85)
Pour les articles homonymes, voir Titus Aurelius Fulvus et Aurelius Fulvus.
Titus Aurelius Fulvus est un sénateur romain de la fin du Ier siècle, consul suffect puis éponyme en 85 sous Domitien. Il est le grand-père paternel du futur empereur Antonin le Pieux.

## Biographie

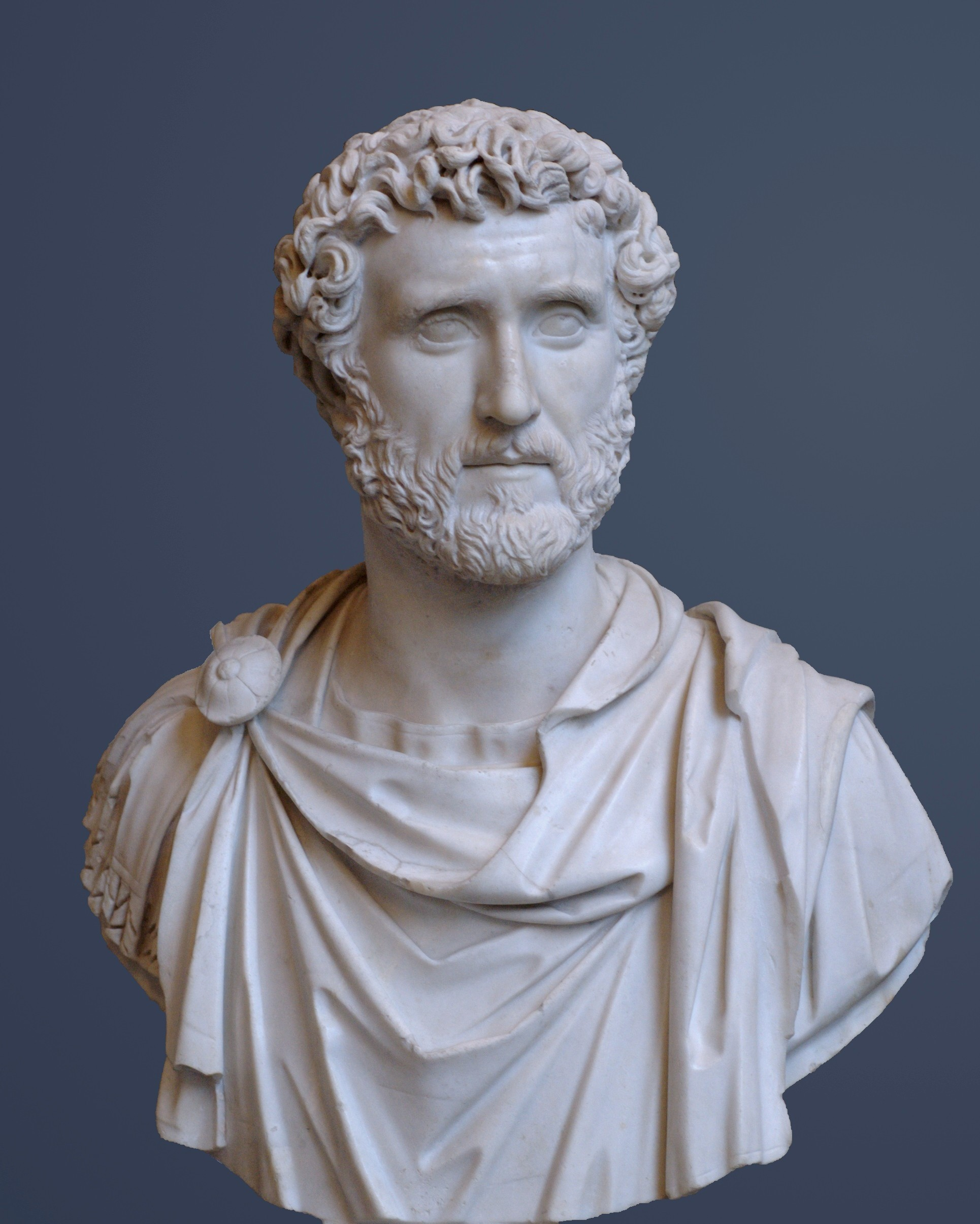
Buste d'Antonin le Pieux, empereur romain entre 138 et 161.

### Famille
Il est originaire de la ville de Nîmes en Gaule narbonnaise.
De son épouse Boionia Procilla, il a deux fils, Titus Aurelius Quietus, consul suffect en 82, et Titus Aurelius Fulvus, consul éponyme en 89 avec Domitien. Ce dernier épouse Arria Fadilla, une fille du consulaire Cnaeus Arrius Antoninus, suffect en 69 et 97, et de Servilia Plotia Isaurica, ami de Pline le Jeune. Le couple n'a qu'un enfant : Titus Aurelius Fulvus Boionius Arrius Antoninus, né le 19 septembre 86 à Lanuvium, dans le Latium, qui devient l'empereur Antonin le Pieux.
Le futur Antonin est élevé par son beau-père, ainsi que par ses deux grands-parents, à Lauris, sur la voie Aurélienne. Son fils, le consul de 89, est donc probablement décédé peu après la naissance de son petit-fils Antonin.
Pendant son règne, Antonin le Pieux agrée des statues décernées à ses aïeux.

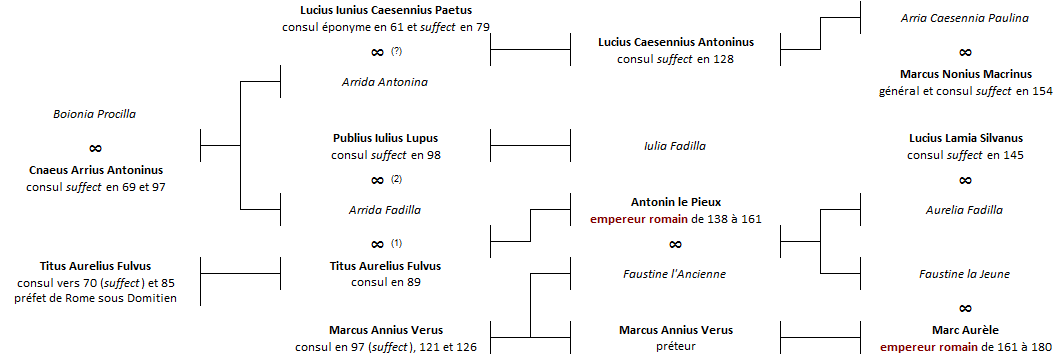
Famille des Aurelii Fulvi à l'époque des Flaviens et des Antonins. Arbre non exhaustif.

### Carrière

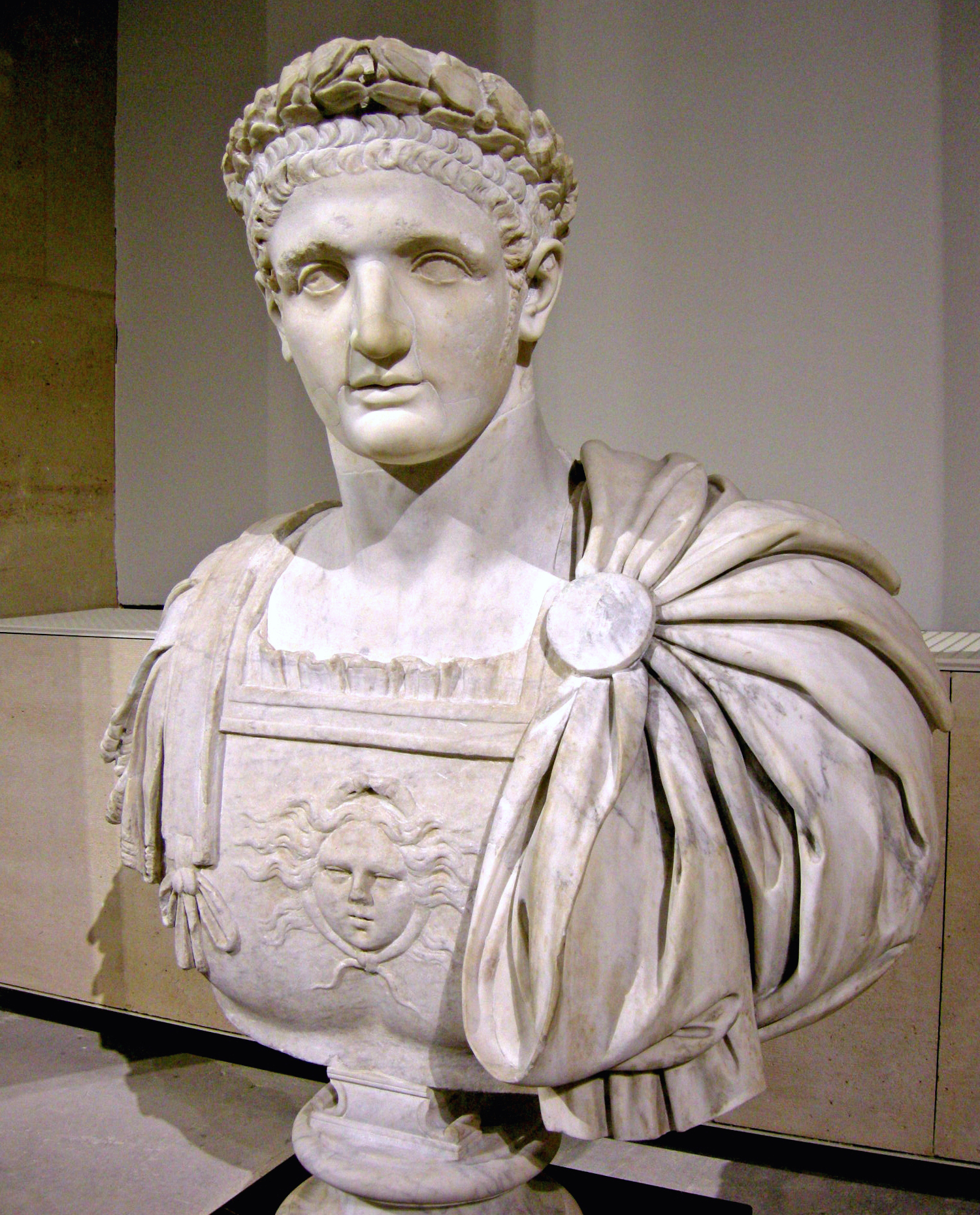
Buste de l'empereur Domitien (81 à 96).

Il entre au Sénat soit à la toute fin du règne de Claude, soit au début de celui de Néron.
Il est légat de la legio III Gallica vers 64 sous Néron, près de l'Arménie après la campagne arméno-parthe de Corbulon. Ensuite, en 69, il est légat en Mésie, probablement toujours de la III Gallica, et reçoit les ornements consulaires de l’empereur Othon pour ses succès contre les Sarmates.
Sa légion fait partie de celle qui ne peuvent intervenir avant la défaite à Bedriacum d'Othon. Elle accepte un temps Aulus Vitellius pour empereur, mais l'abandonne pour soutenir Vespasien. La III Gallica participe à la deuxième bataille de Bedriacum, qui voit la victoire de Antonius Primus, lieutenant de Vespasien, sur les troupes de Vitellius. On ignore s'il en est encore le légat pendant ces évènements de mars à décembre 69 mais cela pourrait expliquer la proximité de sa famille avec les Flaviens.
Aurelius Fulvus est une première fois consul, suffect dans les années 70 sous Vespasien, peut-être dès l’an 70. L'empereur le nomme ensuite gouverneur (légat d'Auguste propréteur) de la province de Tarraconaise.
En 73/74, durant la censure de Vespasien, lui ou ses fils deviennent patriciens, privilège accordé par l'empereur à ses plus fidèles soutiens.
Il devient consul éponyme en l'an 85 aux côtés de l'empereur Domitien.
Il est aussi préfet de Rome sur une période comprise entre 86 et 96.